# Kempa (Marke)

Logo

Kempa ist der Markenname, unter dem der Balinger Sportartikelhersteller Uhlsport seine Produkte für den Handballsport vermarktet. Die Einführung der Marke erfolgte im Mai 2002. Das Sortiment umfasst jegliche Art von Bedarf für Handballspieler; seit 2010 entwickelt Kempa Handballschuhe gemeinsam mit Michelin.
Namensgeber der Marke ist der ehemalige deutsche Handballspieler und -trainer Bernhard Kempa, der Erfinder des Kempa-Tricks.

## Sponsoring

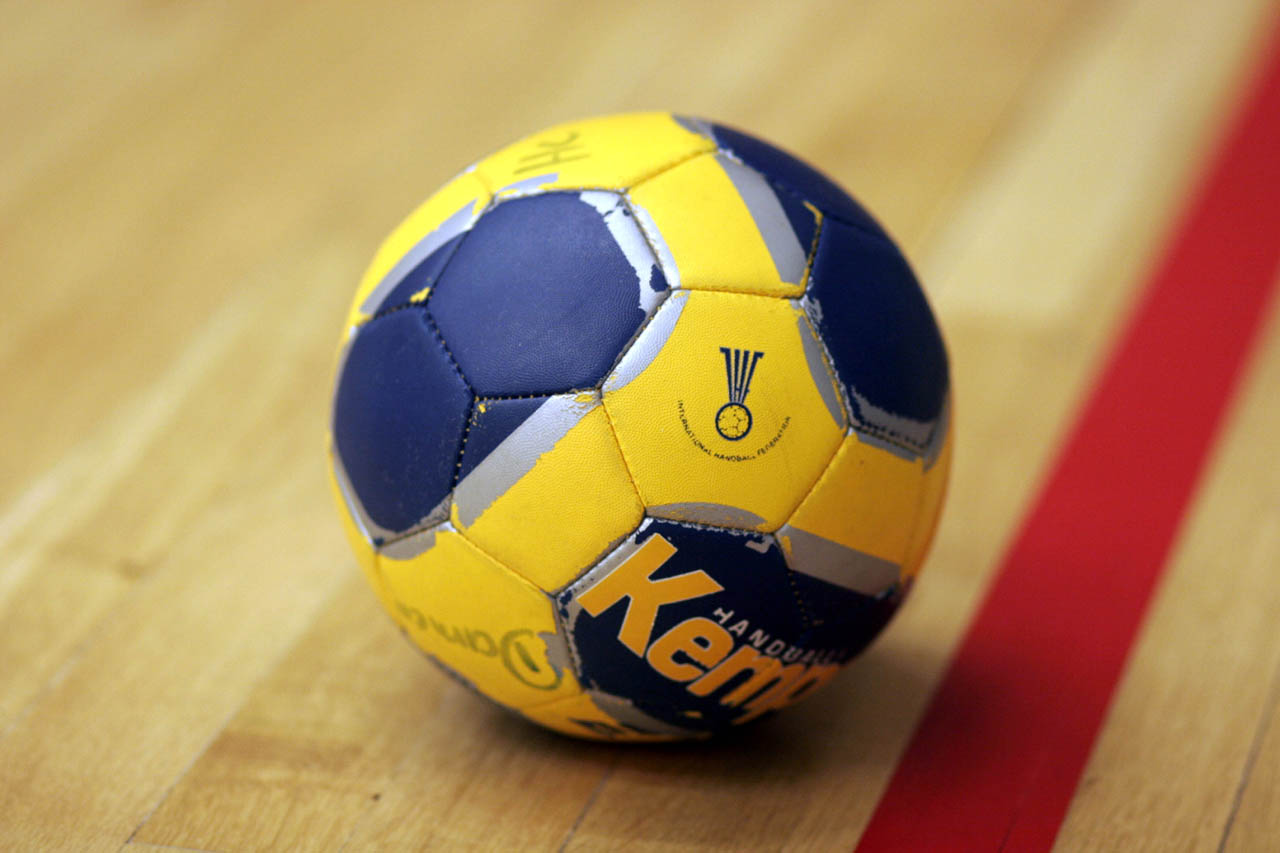
Kempa-Handball

Kempa ist offizieller Ausrüster mehrerer Handballnationalmannschaften, Sponsorpartner von Vereinsmannschaften und hat Spieler als Werbepartner unter Vertrag:
Von 2002 bis 2007 und von 2013 bis 2020 war das Unternehmen Ausrüster der deutschen Handballnationalmannschaft. Es ist außerdem Ausstatter der Nationalteams aus Brasilien, Bulgarien, England, Estland, Island, Katar, Russland und Tunesien (Stand 2020).
Auf Vereinsebene ist Kempa unter anderem für HBW Balingen-Weilstetten, TVB 1898 Stuttgart, HSG Konstanz, HSG Bensheim/Auerbach (Frauen), TuS Metzingen (Frauen) und Buxtehuder SV (Frauen) Sponsor (Stand 2020).
Außerdem sind Spieler wie Uwe Gensheimer, Kim Ekdahl Du Rietz, Jonas Källman, Grégoire Detrez, Christoph Theuerkauf und Björgvin Páll Gústavsson Werbeträger (Stand 2020).
Seit 2023 ist Kempa sowohl der Ausrüster der Frauen- als auch der Männernationalmannschaft im Volleyball.

## Kooperation in der Produktentwicklung
Seit 2010 kooperiert Kempa bei seiner Entwicklung von Handballschuhen mit dem Reifenhersteller Michelin, der Schuhsohlen mit einer speziellen Gummimischung bereitstellt, die Abriebfestigkeit und Haftreibung erhöhen soll. Die ersten Schuhe auf Basis dieser Zusammenarbeit kamen im Juni 2012 auf den Markt.